# Protoplaneta

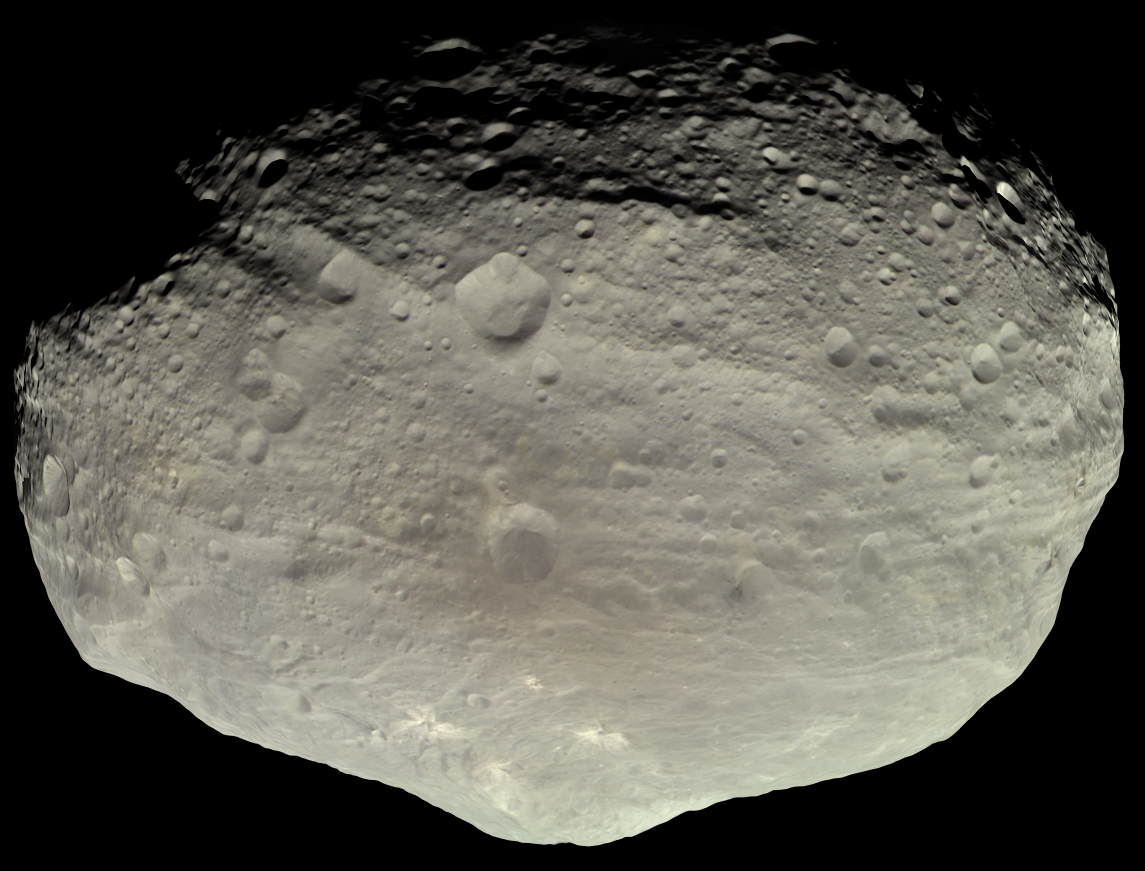
(4) Vesta és un exemple de protoplaneta

Els protoplanetes són cossos celestes considerats embrions planetaris, de grandària similar a la de la Lluna, presents als discos protoplanetaris.

## Formació
Es considera que sorgeixen dels xocs de planetesimals d'un diàmetre de fins a 1 quilòmetre, que s'atreuen els uns als altres a causa de la gravetat i la col·lisió, formant protoplanetes de 100 a 1.000 quilòmetres de diàmetre. D'acord amb la teoria de formació dels planetes, cada protoplaneta veu la seva òrbita lleugerament pertorbada per la interacció amb altres protoplanetes, fins a produir-se noves col·lisions entre si. Aquestes es produirien d'una manera oligàrquica, això és, uns pocs cossos de major grandària anirien gradualment dominant el procés de formació, "netejant" les proximitats de la seva òrbita al voltant del centre del disc de planetesimals més petits. Aquest procés acumulat d'impactes i absorcions acabaria gradualment formant els planetes, formant-se alguns de similars al nostre en les proximitats de cada estrella central i altres planetes gegants de composició gasosa i de nombroses vegades la massa de la Terra, a una distància superior a les tres unitats astronòmiques (UA).

## Diferenciació planetària
Els protoplanetes més joves tindrien més elements radioactius, i la seva quantitat s'aniria reduint amb el pas del temps a causa de l'emissió de la radioactivitat. La calor a causa de la radioactivitat, els impactes i la pressió gravitacional fon, segons aquesta teoria, parts dels protoplanetes durant el procés de creixement. En les zones desfetes, els seus elements més pesats s'enfonsen cap al centre del protoplaneta, mentre que els elements més lleugers ascendeixen a la superfície; aquest procés és conegut com a diferenciació planetària. La composició d'alguns meteorits mostra que aquesta diferenciació pot haver tingut lloc en alguns d'aquests asteroides.

## Hipòtesi del gran impacte
La hipòtesi del gran impacte proposa que la Lluna es va formar des d'un colossal impacte d'un hipotètic protoplaneta de la grandària de Mart, conegut com a Teia, amb la Terra en les primeres etapes del sistema solar.